# Gaudete in Domino
Das nach den Anfangsworten Gaudete in Domino („Freut euch im Herrn“, nach Phil 4,4 ) zitierte Apostolische Schreiben des Papstes Paul VI. „über die christliche Freude“ erschien am 9. Mai 1975, im Heiligen Jahr. Der Papst hatte das von ihm 1973 angekündigte Heilige Jahr unter das Leitbild der innerkirchlichen und weltweiten Versöhnung gestellt. Zum Angelusgebet am Pfingstsonntag, dem 18. Mai 1975 fasste der Papst sein Projekt in der Formel von der Zivilisation der Liebe zusammen, die seither in der Lehrverkündigung der Päpste immer wieder in Erinnerung gebracht wird: Etwa beim Abschluss des Heiligen Jahres 1975, in der Enzyklika Centesimus Annus von 1991 (ebd. Nr. 11) und in der Ansprache des Papstes Benedikt XVI. beim Konsistorium am 24. März 2006.
In den Mittelpunkt seiner Betrachtung stellte Papst Paul für das Heilige Jahr 1975 nunmehr, in der Absicht, die ca. zehn Jahre dauernde „nachkonziliare Krise“ zu beenden, die christliche Freude. Das Apostolische Schreiben ist die erste lehramtliche Äußerung über die christliche Botschaft der Freude.
Es stellt zusammen mit der im Anschluss an die Bischofssynode gleichfalls 1975 verfassten Exhortatio Evangelii Nuntiandi so etwas wie das Vermächtnis des Konzilspapstes dar. Die Verkündung des Evangeliums als froher Botschaft wurde somit zum Leitmotiv des Nachfolgers Johannes Paul II., der in allen wesentlichen Fragen das in der Lehrverkündigung des Konzils (und seines Interpreten Paul VI.) vorgelegte Programm fortführte.